# Ligabuezaur
Ligabuezaur (Ligabuesaurus leanzai) – zauropod z grupy tytanozaurów (Titanosauria).
Żył w epoce wczesnej kredy (ok. 125-100 mln lat temu) na terenach Ameryki Południowej. Długość ciała ok. 23 m, wysokość ok. 12 m, masa ok. 50 t. Jego szczątki znaleziono w Argentynie (Patagonia).
Ligabuezaur jest bazalnym przedstawicielem grupy Titanosauria. Został opisany na podstawie zębów, kręgów szyjnych i grzbietowych, łopatek oraz kości kończyn przednich.